# David McKinley
David Bennett McKinley, né le 28 mars 1947 à Wheeling (Virginie-Occidentale), est un homme politique américain, représentant républicain de Virginie-Occidentale à la Chambre des représentants des États-Unis de 2011 à 2023.

## Biographie
David McKinley est élu à la Chambre des représentants de Virginie-Occidentale en 1980. Il préside le Parti républicain de l'État de 1990 à 1994. Il quitte la Chambre des représentants de l'l'État pour être candidat au poste de gouverneur de Virginie-Occidentale en 1996. Il échoue à remporter la primaire républicaine.
En 2010, il se présente à la Chambre des représentants des États-Unis dans le 1er district de Virginie-Occidentale, dans le nord de l'État. Il compte affronter le démocrate Alan Mollohan, élu depuis 1982, mais celui-ci est battu dans la primaire démocrate par un sénateur d'État plus conservateur, Mike Oliverio,. McKinley remporte la primaire républicaine face à cinq autres candidats. Dans un district qui a voté à 57 % en faveur de John McCain en 2008, l'élection est considérée comme serrée. Porté par la « vague républicaine » nationale, McKinley est élu représentant de justesse avec 50,4 % des voix contre 49,6 % pour Oliverio.
Il est largement réélu en 2012 et 2014 avec respectivement 62,5 % et 64 % des suffrages. Il est candidat à un nouveau mandat en 2016.